# Heinrich Wilhelm von Gerstenberg
Heinrich Wilhelm von Gerstenberg, född 3 januari 1737 i Tønder, Schleswig, död 1 november 1823 i Altona, var en tysk skald och kritiker.
Han var först ryttmästare i dansk tjänst, blev 1775 dansk resident i Lübeck och var 1785-1812 en av direktörerna för lotteriet i Altona. Hans anakreontiska småberättelser, kallade Tändeleien (1759), mottogs med allmänt bifall, vilket ävenledes var förhållandet med åtskilliga av hans dramer. Gedicht eines Skalden (1766) återinförde de nordiska ämnena och påverkade bland annat Friedrich Gottlieb Klopstock. I sina Briefe über Merkwürdigkeiten der Literatur visar Gerstenberg sig högt uppskatta Shakespeare, vilket var av betydelse för Sturm-und-Drang-tidens dramatiska teorier. Hans sorgespel Ugolino (1768) är ett av de mest betydande dramatiska arbeten, som utkommit i Tyskland före den Goethe-Schillerska perioden. 1815 utgav han sina Vermischte Schriften.